# Kazusa
Kazusa (上総国?, -no kuni)  fu una provincia del Giappone situata nell'area della penisola di Bōsō nell'Honshū che corrisponde alla parte centrale della prefettura di Chiba. Kazusa confinava con le province di Awa e Shimōsa.

Mappa delle province giapponesi con la provincia di Kazusa evidenziata

Generalmente veniva governata dalla città castello di Ōtaki, sebbene la capitale antica si trovasse probabilmente vicino a Ichihara dall'altra parte della penisola.